# Комарська сільська територіальна громада
Комарська сільська територіальна громада — територіальна громада в Україні, на території Волноваського району Донецької області. Адміністративний центр — село Комар.
Утворена 17 липня 2020 року.

## Населені пункти
До складу громади входять 19 сіл: Андріївка-Клевцове, Веселе, Вільне Поле, Воскресенка, Грушівське, Дніпроенергія, Запоріжжя, Зірка, Комар, Мирне, Новоочеретувате, Новохатське, Олександроград, Піддубне, Привільне, Скудне, Товсте, Федорівка, Ялта та 5 селищ: Бурлацьке, Зелений Гай, Комишуваха, Перебудова, Шевченко.